# Chico de la pólvora

Un chico de la pólvora en un buque de la Unión durante la guerra civil americana.(1864)

El Chico de la pólvora o también Paje de la pólvora (del inglés: Powder boy) era un miembro de la marinería a bordo de los barcos de guerra durante la época conocida como la Era de la navegación a vela. Su cometido principal consistía en abastecer de pólvora a los artilleros de los cañones de gran calibre durante los combates.

## Funciones y características

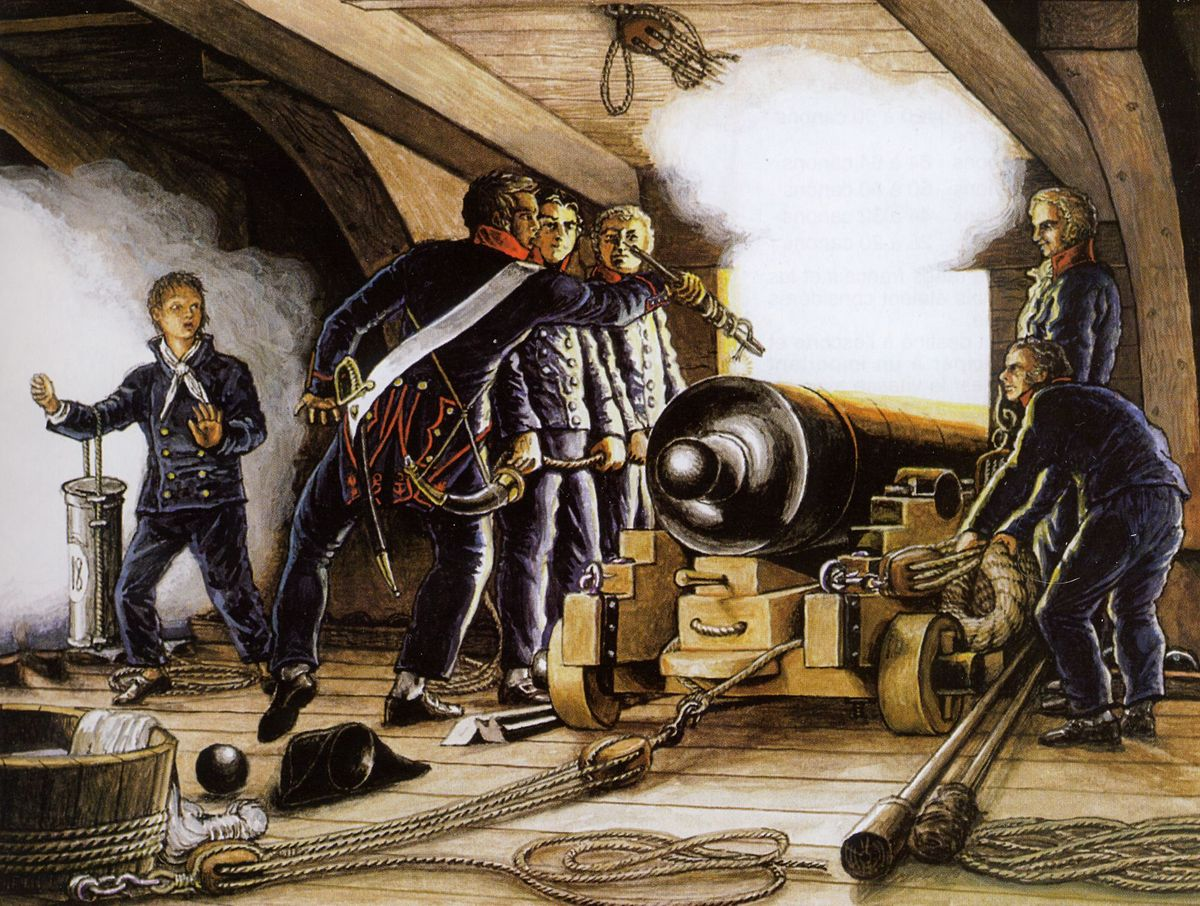
Chico de la pólvora (izq) durante el disparo de un cañón de a 18 libras.
Grabado de Louis-Philippe Crépin

La principal función del chico de la pólvora consistía en correr constantemente entre la santabárbara y el cañón o cañones asignados portando la pólvora que fuera necesaria tanto a granel (en sacos o barriles) como en cartuchos. Según reglamentación y teóricamente, cada cañón debía tener en todo momento 18 cartuchos de pólvora prestos para su uso y el chico de la pólvora era el encargado de suministrarlos.
Los chicos enrolados para este fin tenían edades comprendidas entre los 12 y 14 años y debían ser ágiles para moverse entre obstáculos y pequeños de estatura para poder colarse por lugares estrechos o parapetarse tras la borda del barco. Cuando la navegación era tranquila, el chico de la pólvora hacía labores de grumete.

## Powder monkey
En inglés, a los chicos de la pólvora, también se les llamaba Powder Monkey (literalmente: Mono de la pólvora), término que empezó a utilizarse en el siglo XVII y que actualmente continúa usándose en algunos oficios. Hoy en día powder monkey se llama a los técnicos especialmente habilidosos o a los ingenieros que trabajan en explosivos. También, en la industria de la minería o de demoliciones, a los barreneros se les conoce como powder monkey.